# Le Cap d'Agde
Le Cap d'Agde er et fransk ferieresort ved Middelhavet. Le Cap d'Agde ligger tæt ved byen Agde i Hérault-departementet i regionen Languedoc-Roussillon. Le Cap d'Agde er bl.a. kendt for sit store naturistområde.

## Eksterne referencer
- Le Cap d'Agde officielle hjemmeside

43°17′42″N 3°31′38″Ø / 43.295°N 3.5272222222222°Ø